# Attagenus biskrensis
Attagenus biskrensis is een keversoort uit de familie spektorren (Dermestidae). De wetenschappelijke naam van de soort werd in 1904 gepubliceerd door Maurice Pic.